# 黄湖农场 (潢川县)
黄湖农场，是中华人民共和国河南省信阳市潢川县下辖的一个乡镇级行政单位。

## 行政区划
下辖以下地区：
黄湖农场虚拟生活区。